# Maha Chakri Sirindhorn

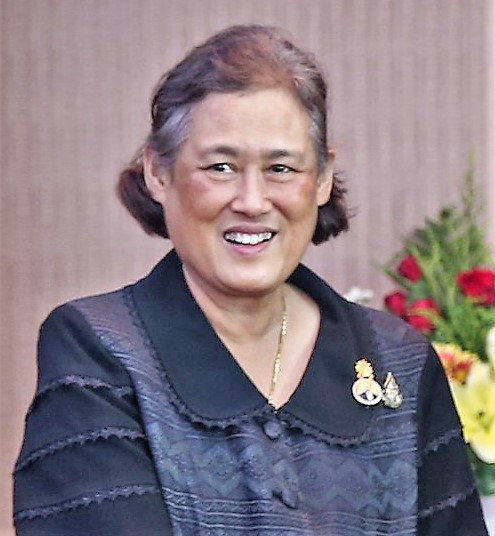
Maha Chakri Sirindhorn (2019)

Maha Chakri Sirindhorn (Thai: มหาจักรีสิรินธร; * 2. April 1955 in Bangkok, Thailand) ist Prinzessin des Königreichs Thailand. Sie ist das dritte Kind von König Bhumibol Adulyadej und Königin Sirikit Kitiyakara und Schwester des amtierenden thailändischen Königs Maha Vajiralongkorn.

## Leben
Die Prinzessin hat drei Geschwister, die ältere Prinzessin Ubol Ratana Rajakanya, ihren älteren Bruder, den König von Thailand Maha Vajiralongkorn, sowie die jüngere Prinzessin Chulabhorn Walailak. Sie ist unverheiratet und hat keine Kinder.
Prinzessin Sirindhorn schloss 1976 ein Studium der Geschichte an der Chulalongkorn-Universität mit dem Bachelor-Grad ab. Anschließend spezialisierte sie sich auf die klassischen Sprachen Südasiens, schloss 1978 mit einem Master in orientalischer Epigraphik (Sanskrit und Khmer) von der Silpakorn-Universität und 1980 mit einem in Sanskrit und Pali von der Chulalongkorn-Universität ab. Sie wurde 1987 durch die Srinakharinwirot-Universität zum Doktor in entwicklungspolitischer Bildung promoviert. Sie beherrscht die Fremdsprachen Chinesisch, Deutsch, Englisch, Französisch, Latein und Khmer.
Ab 1979 lehrte sie als Dozentin im Studium-Generale-Programm der Chulalongkorn-Universität, ab 1980 im akademischen Zweig der Chulachomklao-Militärakademie des thailändischen Heeres, wo sie der Abteilung für Geschichte vorsteht.
Im Jahr 1991 wurde ihr der Ramon-Magsaysay-Preis in der Kategorie „Public Service“ verliehen. 2001 erhielt sie das Ehrendoktorat der japanischen Gakushūin-Universität.
Im September 2022 besuchte sie das Hauptstaatsarchiv in Stuttgart und reiste weiter nach Konstanz und in die Schweiz.
Sirindhorn engagiert sich in einer Reihe gemeinnütziger Projekte und Organisationen. Seit 1977 ist sie Exekutivvizedirektorin der Thailändischen Rotkreuz-Gesellschaft. Daneben steht sie mehreren Stiftungen des Königshauses vor: der Chaipattana-Stiftung, die die königlichen Entwicklungs- und Umweltschutzprojekte koordiniert, der Ananda-Mahidol-Stiftung, die sich um die weiterführende Bildung bemüht, der Rama-II-Stiftung zur Erhaltung und Förderung der thailändischen Kultur, der Sai-Jai-Thai-Stiftung, die verwundete und behinderte Veteranen unterstützt, sowie der Prinz-Mahidol-Preis-Stiftung, die einen jährlichen Preis für Leistungen in Medizin und Gesundheitswesen verleiht. Auch ist die Prinzessin eine bekannte Autorin von Schriften und Büchern.

## Öffentliche Wahrnehmung
Der thailändischen Bevölkerung ist sie besser bekannt unter dem Namen Phra Thep (dt. ,edler Engel‘). Auch wird sie Prinzessin der Technologie genannt. Dies kommt durch ihr Interesse und Fachwissen über neue Technologien und wie man sie für Verbesserungen des Landes anwenden kann.

## Titel
Ihr königlicher Titel lautet Somdech Phra Debaratana Rajasuda Chao Fah Maha Chakri Sirindhorn Rathasimakunakornpiyajat Sayam Boroma Rajakumari (Thai: สมเด็จพระเทพรัตนราชสุดา เจ้าฟ้ามหาจักรีสิรินธร รัฐสีมาคุณากรปิยชาติ สยามบรมราชกุมารี; RTGS: Somdet Phra Theppharat Ratchasuda Chao Fa Maha Chakri Sirinthon Rathasimakhunakon Piyachat Sayam Boromma Ratchakumari, Aussprache [sǒmdèt pʰrá tʰêːppʰárát râːtʨʰásùdaː ʨâːwfáː máhǎː ʨàkriː sìrintʰɔːn rátsǐːmaːkʰúnaːkɔːn pìjáʨʰâːt sàjǎːm bɔ̀rommáʔ râːtʨʰákùmaːriː]).
Der Titel Maha Chakri („Große Chakri“) und Sayam Boroma Rajakumari („Siams erhabenste Königstochter“) wurden ihr 1977 von ihrem Vater verliehen. Sie ist die erste Prinzessin der Chakri-Dynastie (seit 1782 auf dem Thron), die ihn trägt. Er gilt als weibliche Entsprechung des Titels Sayam Makut Rajakumarn („Siams Kronprinz“) ihres Bruders Vajiralongkorn. Zusammen mit der Verfassungsänderung von 1974, die die weibliche Thronfolge ermöglicht, führte er zu Spekulationen, ob Sirindhorn anstelle des unbeliebten Vajiralongkorn zur Nachfolgerin von König Bhumibol Adulyadej aufgebaut werden sollte, was viele Thailänder befürwortet hätten.

## Auszeichnungen
- 1982: Ehrensenatorin der Universität Innsbruck
- 1984: Großkreuz des Verdienstordens der Bundesrepublik Deutschland
- 1987: Großkreuz des Ordens de Isabel la Católica (Spanien)
- 1989: Komtur des Ordre des Palmes Académiques (Frankreich)
- 1991: Großkreuz des Ordens der Edlen Krone (Japan)
- 1996: Dame Grand Cross des Royal Victorian Order (Großbritannien)
- 2001: Großkreuz des Dannebrogordens (Dänemark)
- 2003: Königlicher Seraphinenorden (Schweden)
- 2004: Großes Goldenes Ehrenzeichen am Bande für Verdienste um die Republik Österreich[6]
- 2012: Orden Hilal-e-Pakistan
- 2017: Großer Tiroler Adler-Orden[7]
- Weißer Elefantenorden
- Chakri-Orden
- Orden der Neun Edelsteine
- Orden von Chula Chom Klao
- Orden der Krone von Thailand

Des Weiteren ist Prinzessin Sirindhorn seit 1996 General des thailändischen Heeres, Admiral der thailändischen Marine und General der thailändischen Luftwaffe.
Die kommunistische Partei Chinas würdigte sie als Alte Freundin des chinesischen Volkes.

Thailändische Prinzessin, Tochter von Rama IX

Siehe auch: Thailändische Adelstitel